# 幕張ベイパーク
幕張ベイパーク（まくはりベイパーク）は、千葉県千葉市美浜区の集合住宅群。若葉住宅地区（若葉三丁目）を中心とする地域である。A街区・B街区で構成され、2019年（平成31年）4月より第1期街開きが行われた。

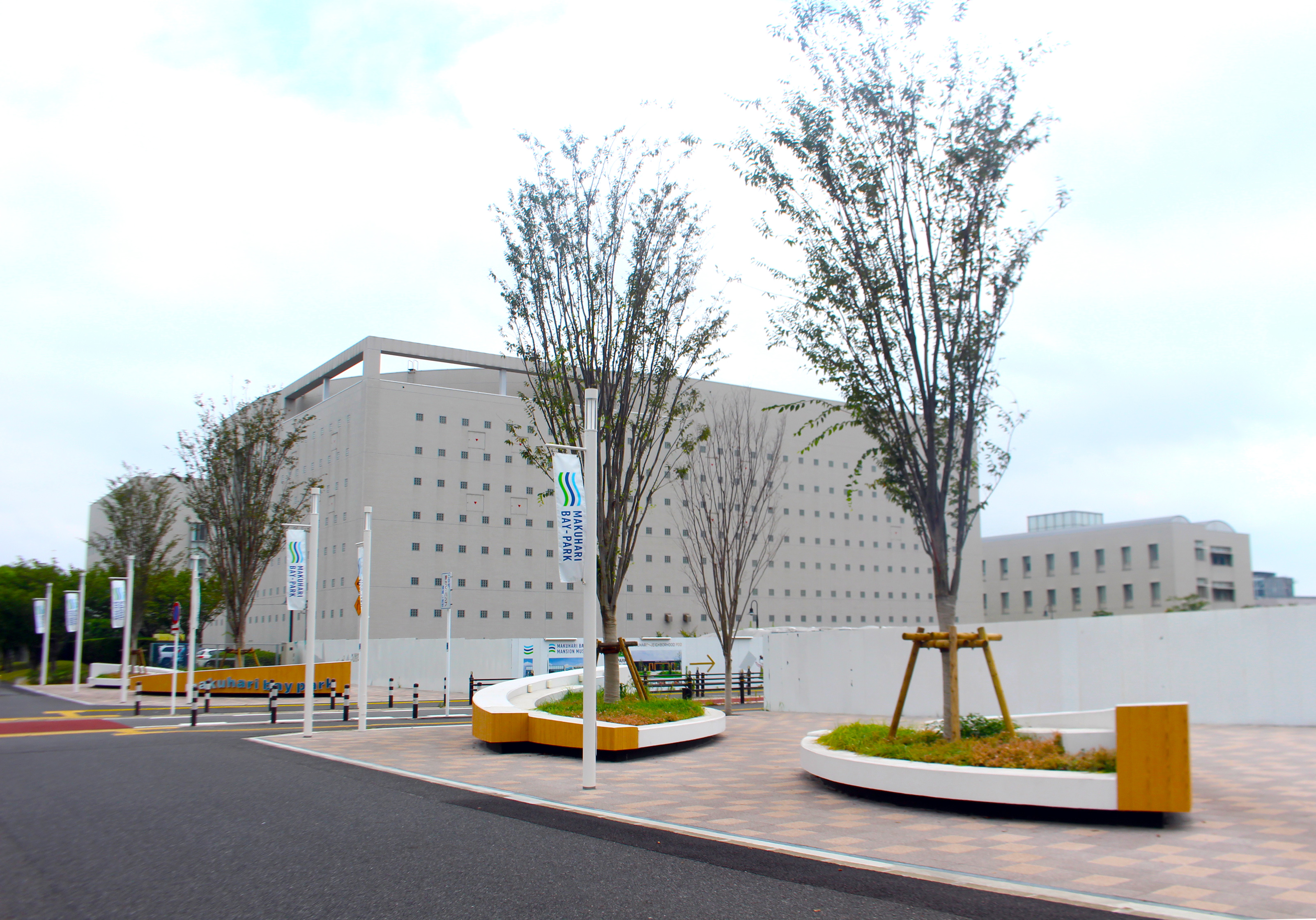
幕張海浜公園より幕張ベイパーク入口（奥の建物はアジア経済研究所ビル）

## 概要

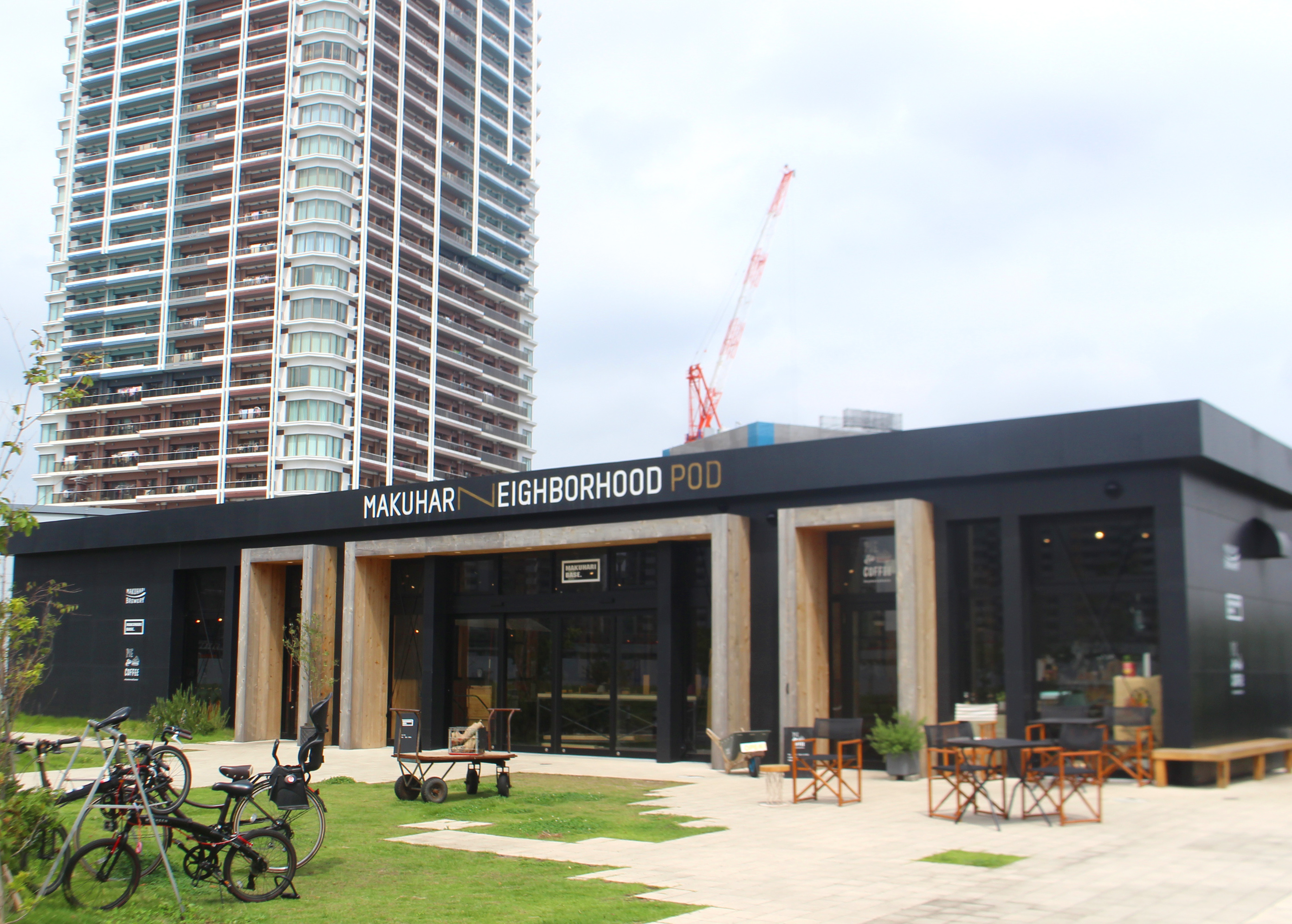
幕張ネイバーフッドポッド（B-6街区）2017年9月-2024年3月

幕張新都心の中心部（タウンセンター地区）から東側に位置する。JR海浜幕張駅（北口）から東へ進み幕張海浜公園を超えた先一帯に広がる。この地区は元々、文教地区に含まれていたが、2008年（平成20年）に住宅用地へ用途変更した地区である。A街区、B-1街区、B-2街区、B-3街区、B-4街区、B-5街区、B-6街区、B-7街区の8区画（約17.6ヘクタール）で構成されている。
街区の位置関係は、最も駅寄りのエリアがA街区、そこから反時計回りにB-1街区、B-2街区、・・・、B-7街区となっている。（詳細な位置関係は、図：”幕張ベイパーク　若葉地区の街区説明図”を参照。）
2015年（平成27年）3月に開発事業者を三井不動産レジデンシャル、野村不動産、三菱地所レジデンスなどから構成される「幕張新都心若葉住宅地区街づくり検討グループ」に決定し、同年7月に千葉県企業庁との土地譲渡契約を締結した。2017年（平成29年）9月15日、大規模マンション群の開発プロジェクト販売センターを開設し、マンションのモデルルームのほか、完成後の街をイメージしやすいようカフェやレストランを備える交流施設を先行開業した。
土地利用基本計画として幕張新都心若葉住宅地区・文教地区未利用地都市計画マスタープランを策定し、「輝く人と街並みが融合する国際性豊かな街づくり」を基本理念に既存の文教機能の集積に加えて地域特性を活かしたコミュニティ形成、計画戸数約4,500戸、計画人口約10,000人の居住機能を導入し、多世代のコミュニティ形成、国内外の交流が活発に行われる街づくりを進めている。マスタープランは、『文教機能をベースに計画戸数4千戸の居住機能等を新たに導入し、住み、学び、憩うための多様な機能の集積を図り、国内外の交流が活発に行われる「街」の土地利用』となっている。
A街区にはイオンスタイル幕張ベイパーク、B-1街区にはスポーツを通し地域コミュニケーションの場としてプロサッカー選手である本田圭佑が実質的なオーナーを務めるHONDA ESTILOが運営する自社グラウンド・ゾゾパークホンダフットボールエリア（ZOZOPARK HONDA FOOTBALL AREA）、B-7街区には地域コミュニティの拠点施設として、幕張ベイパーク　クロスポートが整備されている。今後の開発として、超高層マンションや商業施設、医療モール、小学校、公園などが開発・整備される見通しである。

## 歴史

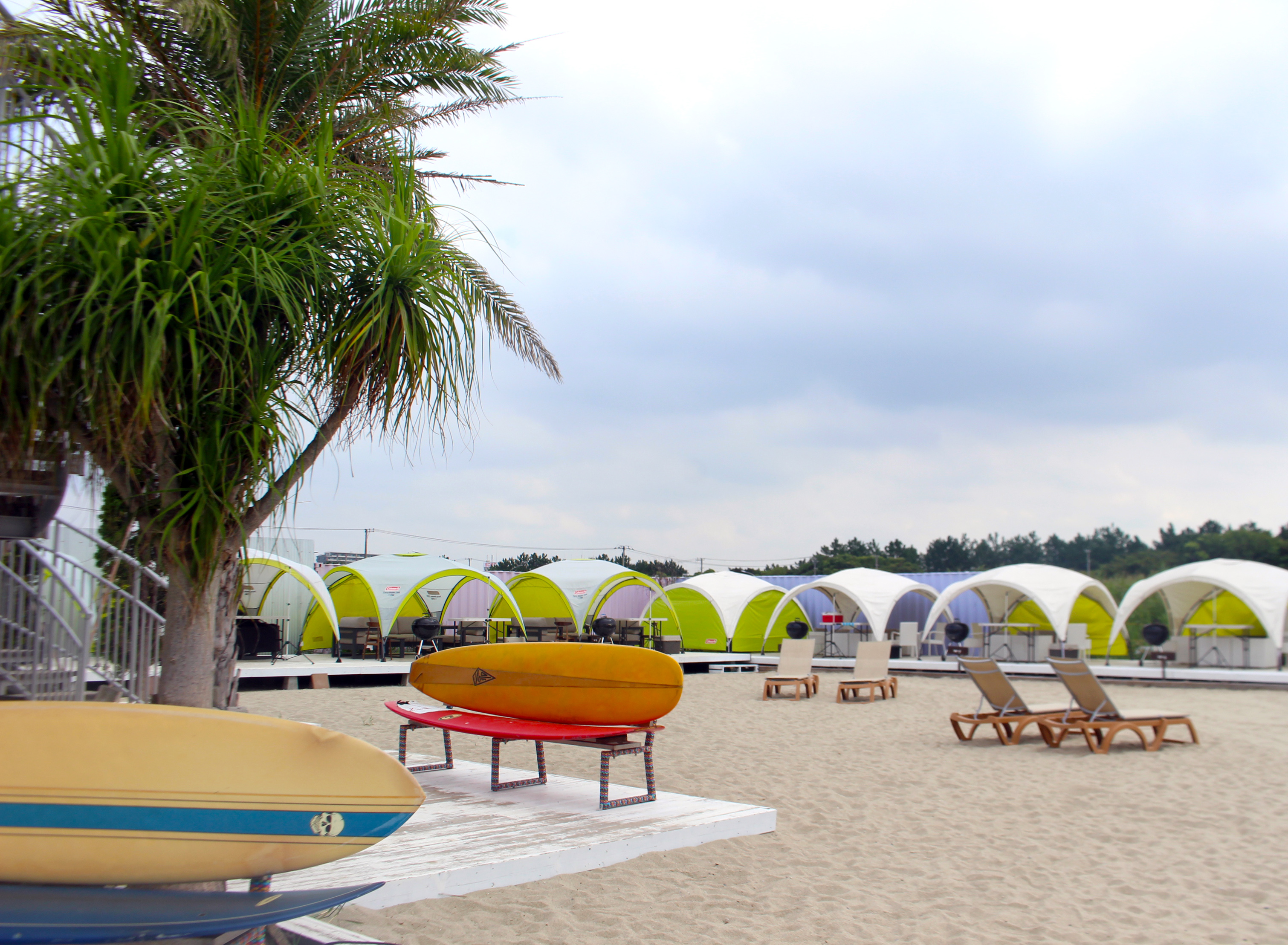
開発予定地における暫定利用施設の例、都市型BBQ場・パークマジック（2018年 - 2022年）

- 2008年（平成20年）4月 - 千葉県企業庁が文教地区未利用地の土地利用を見直し、「文教地区未利用地マスタープラン（土地利用基本計画）」を策定[1]。
- 2010年（平成22年）7月 - マスタープランで設定された「質の高い居住機能や多様な機能の集積を図る用地」が「幕張新都心若葉住宅地区」へ名称変更。
- 2014年（平成26年）7月 - 千葉県企業庁により土地利用計画の見直しが行われ、これに合わせてマスタープランの名称が「幕張新都心若葉住宅地区・文教地区未利用地マスタープラン」へ変更。主な改定点として「学校用地」および「公益施設用地」と「住宅街区」を配置転換。
- 2015年（平成27年）
  - 3月 - 当該地区の事業予定者が幕張新都心若葉住宅地区街づくりグループに決定し、同年7月に千葉県企業庁との土地譲渡契約を締結。
  - 12月 - 暫定施設として、「B-1街区」にゾゾパークホンダフットボールエリアがオープン。
- 2016年（平成28年）11月 - 「B-7街区」に幕張ベイパーク クロスタワー&レジデンスが着工開始。
- 2017年（平成29年）9月 - 「B-7街区」販売開始。暫定施設として販売センター、幕張ネイバーフッド（地域コミュニティの拠点施設と飲食施設）がオープン。
- 2018年（平成30年）
  - 1月 - 「B-2街区」着工開始。
  - 3月 - 暫定施設として、「B-5街区」にパークマジック（都市型BBQ場）がオープン。
  - 11月 - 幕張ベイパークエリアマネジメント（通称：B-Pam）の設立。
  - 12月 - 「B-7街区」に幕張ベイパーク クロスタワー&レジデンスが竣工。
- 2019年（平成31年/令和元年）
  - 3月 - 「B-7街区」の入居開始。
  - 4月 - 「A街区」にイオンスタイル幕張ベイパークがオープン。
  - 12月 - 「B-7街区」にオウカス幕張ベイパークが竣工。
- 2020年（令和2年）11月 - 「B-2街区」に幕張ベイパーク スカイグランドタワーが竣工。（近代建築では2021年2月）
- 2023年（令和5年）10月 - 「B-3街区」に幕張ベイパーク ミッドスクエアタワーが竣工。
- 2024年（令和6年）
  - 4月 - B-6街区にあった幕張ネイバーフッドポッドが閉鎖すると当時に「B-3街区」に幕張ネイバーフッドドックがオープン。
  - 8月 - 「B-4街区」にパークウェルステイト幕張ベイパークが竣工。
- 2026年（令和8年）4月 - 千葉市立幕張若葉小学校開校予定[12][13]。

## 若葉三丁目公園
若葉三丁目公園（わかばさんちょうめこうえん）は、幕張ベイパークの中央に位置する公園。近隣には若葉三丁目東公園、若葉三丁目緑地も所在する。
「ベイパーク」という名前の通り、街の中におけるランドマーク的な公園となっている。公園の全体は楕円形をしており、東側は緩やかな高台となっている。その周囲を公道が通り、さらにその周りを囲むように超高層マンション群が形成・計画されている。すべり台などの遊具や公衆トイレが整備されている。
2019年（令和元年）8月31日から2020年（令和2年）3月31日の間、公園周囲の公道においてシェア電動キックボードサービス （WIND）の試乗体験会（無料）を実施しており、電動キックボードの乗車ニーズや安全性の検証・課題の抽出などを行い、パーソナルモビリティとしての可能性を検証している。
- 住所：千葉県千葉市美浜区若葉三丁目1-15[17]
- 管理：千葉市美浜公園緑地事務所[18]

## インフラ整備

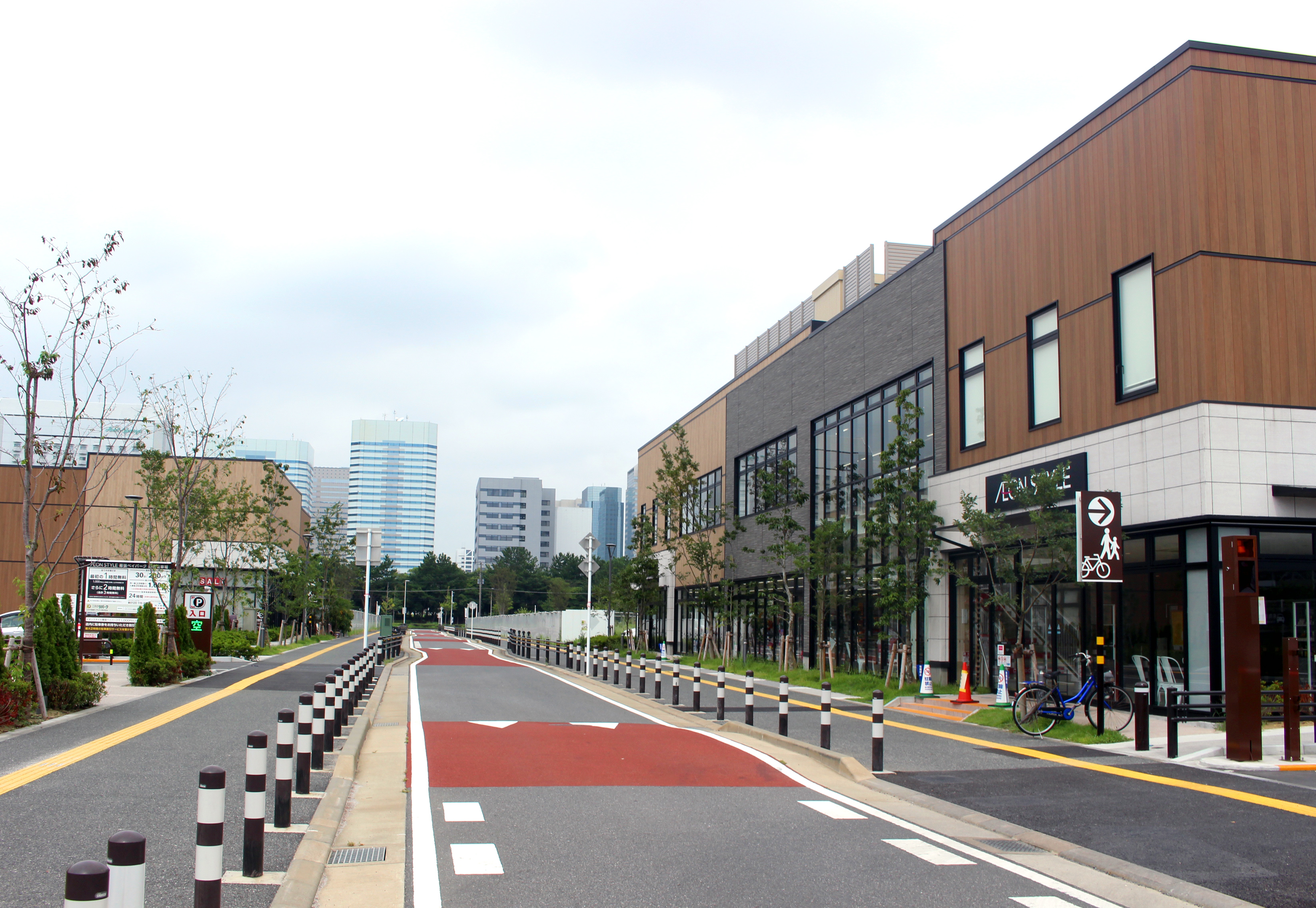
ボンエルフに基づく自動車の減速を促す車道（路面赤色がハンプ）

ジマー・ガンサル・フラスカ・パートナーシップ（ZGFアーキテクツ）が参画し、アーバンデザインの監修などを行っている。アメリカ合衆国オレゴン州ポートランドの街づくり思想に学び、光井純の監修によるデザインガイドラインを定め、エリアマネジメントを導入している。エリアマネジメント組織には一般社団法人を選択し、2018年（平成30年）11月に幕張ベイパークエリアマネジメント（B-Pam）が設立した。
多様な機能を活かした新たな魅力と活力の創出、国際化に対応した人材育成や交流の促進、周辺環境の連携・調和・ヒューマンスケールの街づくりを計画しており、電線類地中化による電柱のない街並みやボンエルフに基づく自動車の減速を促すハンプを車道に採用している。
国家戦略特別区域の枠組みを使い、ドローン宅配便などの先端技術を活用した「次世代の生活インフラ」構築推進されており、楽天などの企業と無人航空機（ドローン）を使った宅配実験を実施している。実験は国と千葉市、企業でつくる「千葉市ドローン宅配等分科会」が実施しており、地上からマンションの屋上へ荷物を運ぶ実験、スマートフォンの通信に使うLong Term Evolution（LTE）回線を通じて海上を飛ばす実験、ドローンと地上配送ロボット（UGV）を導入しエレベーターやスロープを通過して玄関前まで運ぶ実験など、企業と連携し実用化を目指している。

## 主な施設
幕張新都心の文教地区・住宅地区（幕張ベイタウン）および幕張海浜公園に隣接している。
文教地区に隣接しているため、大学（放送大学、東都大学、神田外語大学、千葉県立保健医療大学など）、中学校・高等学校（千葉県立幕張総合高等学校、渋谷教育学園幕張中学校・高等学校 、昭和学院秀英中学校・高等学校など）、幼稚園・小学校（幕張インターナショナルスクールなど）が近隣に集積している。また、地区内には2026年春に千葉市立幕張若葉小学校と2028年度春に私立昭和学院秀英小学校の二つの小学校の開校も予定されている。また、2026年秋には千葉市立幕張海浜病院の開院も予定されている。

### 住宅施設
超高層マンション6棟を中心とした計画戸数約4,500戸、計画人口約10,000人の居住機能を導入予定となっている（2028年度に事業完了の予定）。

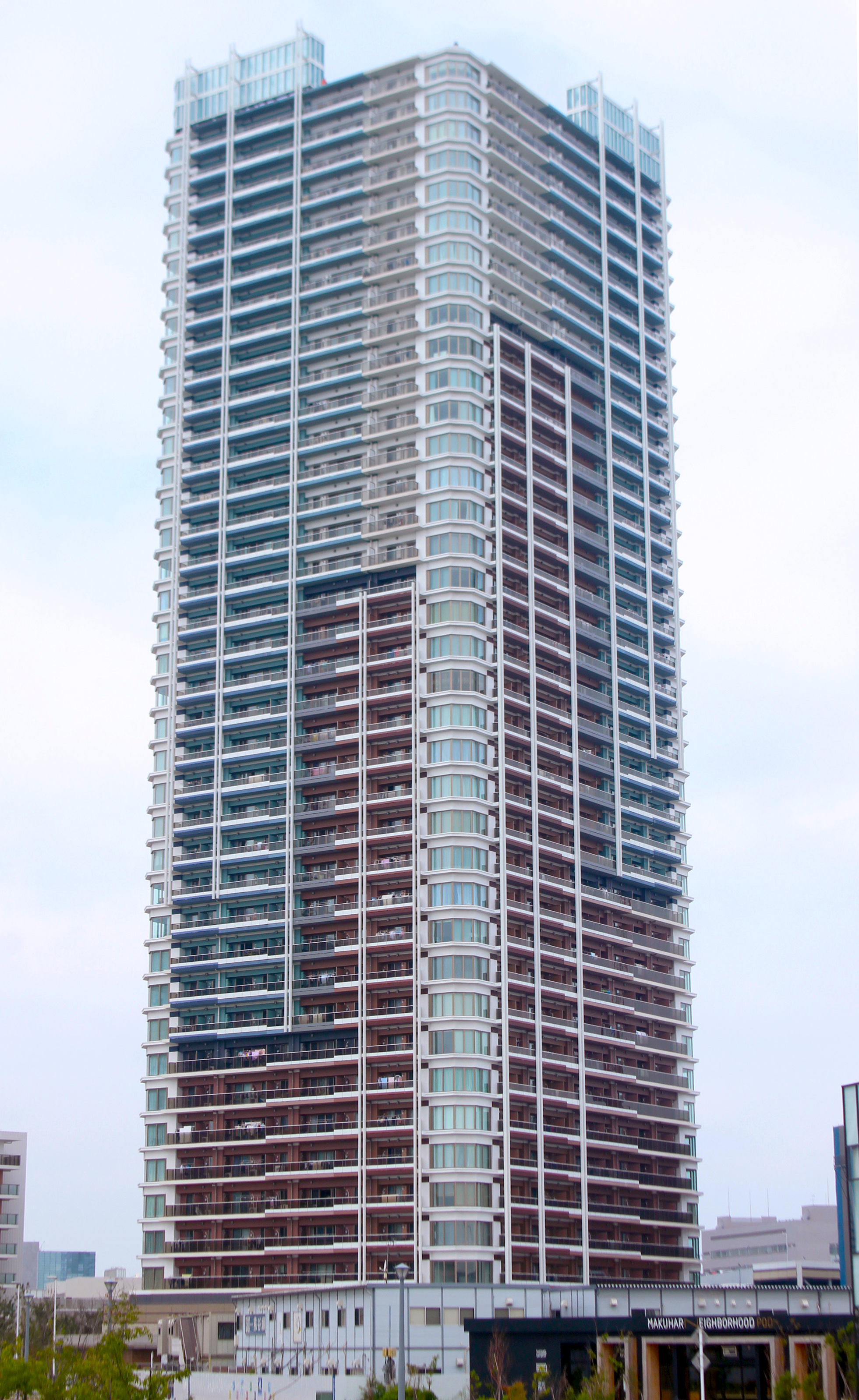
幕張ベイパーククロスタワー

- 幕張ベイパーク クロスタワー&レジデンス（B-7街区） - 地上37階建て（高さ約133m）、2018年12月竣工・2019年3月入居開始。

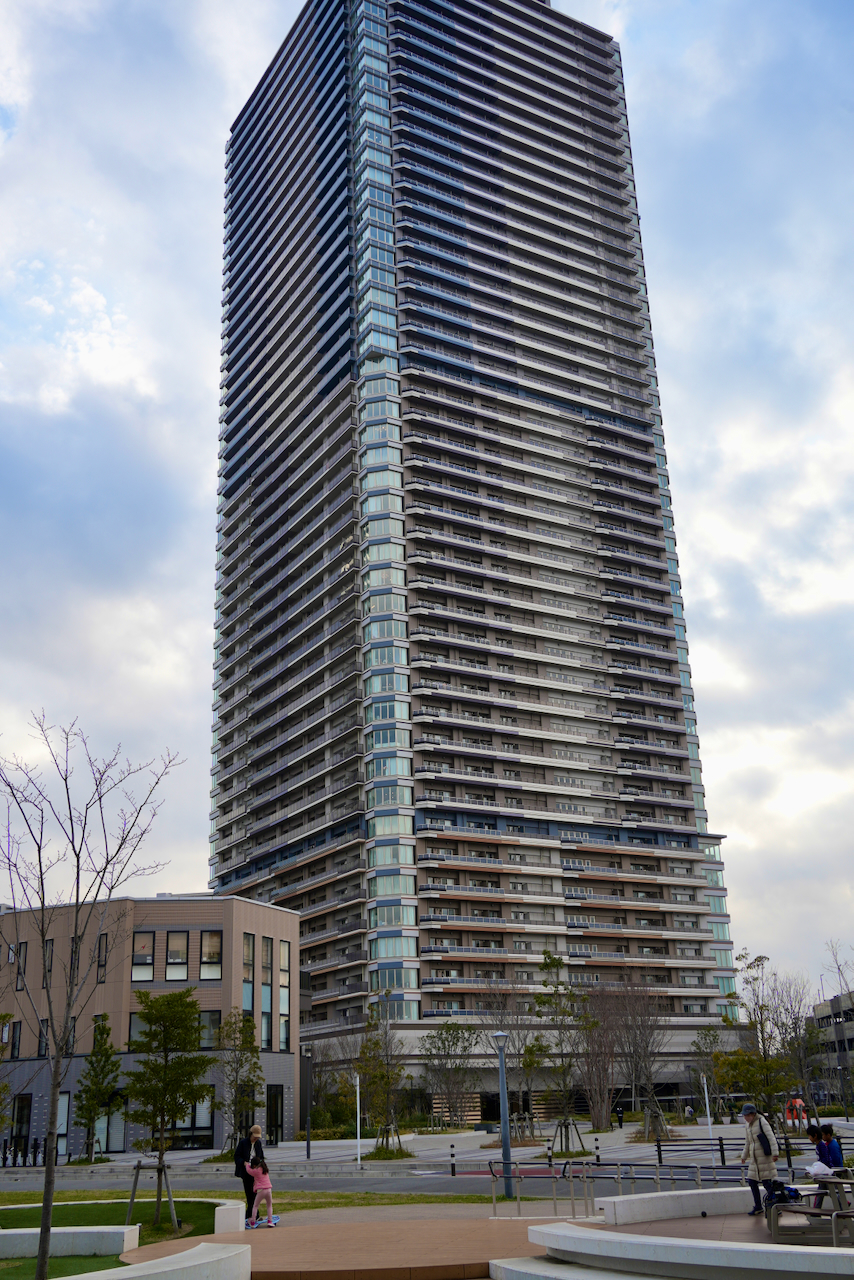
幕張ベイパーク スカイグランドタワー

- 幕張ベイパーク スカイグランドタワー（B-2街区） - 地上48階建て（高さ約172m）、2020年11月竣工・2021年3月入居開始[24]。
- 幕張ベイパーク ミッドスクエアタワー(B-3街区） - 地上43階建て（高さ約156m）、2023年10月竣工・2024年3月入居開始[25]。
- パークウェルステイト幕張ベイパーク（B-5街区） - 地上28階建て（高さ約106m）、2024年5月竣工・2024年9月入居開始[26]。

- 計画・建設中
  - 幕張ベイパーク ライズゲートタワー（B-4街区） - 地上38階建て（高さ約142ｍ）、2026年2月竣工・2026年3月入居開始予定[27]。
  - B-6街区住宅（B-6街区） - 地上42階建て（高さ約159ｍ）、2028年3月竣工予定。
  - この後、幕張新都心若葉住宅地区ではB-1街区で今後開発を行う予定である。

### 公共施設
建設予定地の有効活用策として暫定利用施設も開設している。
- 幕張ベイパーク　クロスポート（地域コミュニティの拠点施設）
- 京進のほいくえん HOPPA幕張ベイパーク
- ウィズダムアカデミー PRIME千葉幕張校
- パークマジック（都市型BBQ場）→B-5街区の工事着工のため、2022年11月末に閉鎖[28]。

### 商業施設
- イオンスタイル幕張ベイパーク（A街区）
- ダイソー イオンスタイル幕張ベイパーク店（A街区）
- 雑貨＆カフェ マライカ BAZAAR 幕張店（A街区）
- すし銚子丸 雅 イオンスタイル幕張ベイパーク店（A街区）
- イタリア料理アンジェリカ（A街区）
- &COFFEE MAISON KAYSER 幕張ベイパーク店（A街区）
- TENT幕張[29]（コワーキングスペース＆シェアキッチン）（B-7街区）
- ミニストップ（B-7街区）
- コミュニスマクハリ（B-2街区）（閉店）
- SiKiTO CAFE （B-2街区）
- クラックラン（B-3街区）
- 幕張ネイバーフッドドック
  - 幕張ブリュワリー（B-6街区→B-3街区）
  - PIE&COFFEE（B-6街区→B-3街区）
- スターバックスコーヒー （A街区）
- 焼肉DINING大和 （A街区）
- 幕張ベイパーク 彦酉 （A街区）

### 医療機関[30]
- 内科・小児科・産婦人科
  - かんたけ内科クリニック
  - わらがいこどもクリニック
  - 幕張とらのこ産婦人科

- 耳鼻咽喉科・歯科
  - 幕張ベイパーク耳鼻咽喉科
  - 幕張ベイパーク歯科・矯正歯科・小児歯科

- 整形外科・調剤薬局
  - ながしま整形外科
  - 日本調剤幕張ベイパーク薬局

### 運動施設
- ゾゾパークホンダフットボールエリア（B-1街区）
- ゴールドジム 幕張ベイパークアリーナ店（B-2街区）